# Dual Contracts
Les Dual Contracts (littéralement « Doubles contrats »), également connus sous le nom de Dual Subway System (« Double réseau de métro ») furent signés le 19 mars 1913 par la ville de New York avec les deux entreprises privées qui exploitaient les lignes du métro de l'époque, aériennes comme souterraines, l'Interborough Rapid Transit Company (IRT) et la Brooklyn Rapid Transit Company (BRT). La majorité des lignes qui composent aujourd'hui le réseau du métro de New York ont été construites ou réhabilitées dans le cadre de ces contrats. 

## Contexte

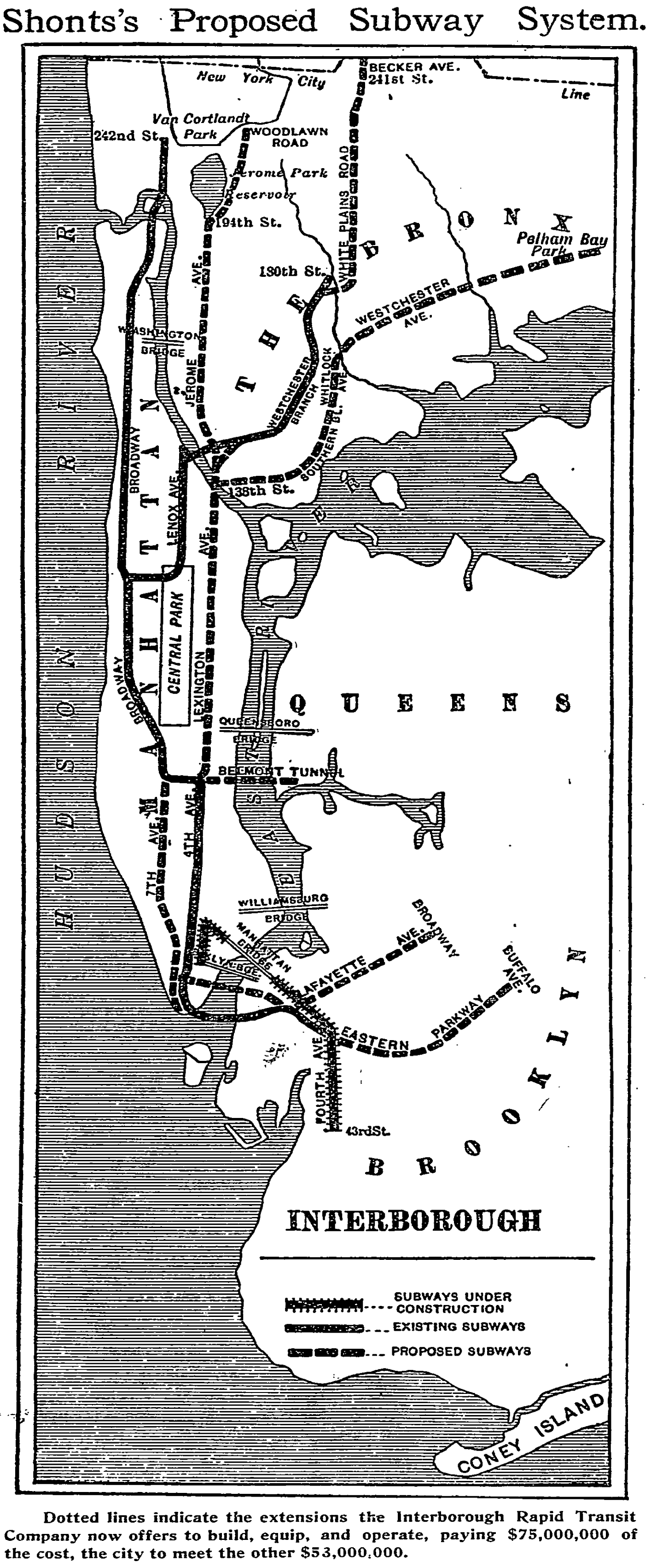
Plan d'expansion proposé par l'IRT en 1910.

Les Dual Contracts se composaient de deux contrats: le « Contrat 3 » (Contract 3) qui fut signé entre la ville de New York et l'IRT, l'opérateur des premières lignes souterraines du réseau métropolitain, et le « Contrat 4 » (Contract 4) qui fut signé entre la ville et la Municipal Railway Company, une filiale de la BRT devenue BMT en 1923. Ces contrats furent signés dans l'optique de coopérer avec la ville dans la construction de nouvelles lignes. Les contrats 1 et 2, correspondant aux premiers contrats signés par l'IRT avec la ville pour la construction des premières lignes souterraines servirent de base à l'élaboration des deux autres.
Selon les termes des contrats 3 et 4, la ville devait prendre en charge la construction de nouvelles lignes souterraines et aériennes, et réhabiliter et prolonger des lignes aériennes existantes, puis en confier la gestion à bail aux deux entreprises privées. L'objectif était de partager plus ou moins équitablement les coûts et le risque entre la ville et les deux acteurs privés. La contribution de la ville devait être apportée en numéraire, au travers de l'émission de titres obligataires, tandis que les entreprises devaient contribuer à la fois financièrement, mais également en fournissant des infrastructures et de l'équipement pour faire fonctionner les lignes.
La négociation des contrats fut longue et parfois mouvementée. À titre d'exemple, lorsque l'IRT se montra hostile (pour ne pas dire totalement opposée) au projet de la BMT (dont l'essentiel des lignes étaient situées dans l'arrondissement de Brooklyn) d'accéder à Midtown au travers de la Broadway Line, la ville et les législateurs d'état octroyèrent à la BRT quasiment toutes les nouvelles lignes proposées à Manhattan (parmi lesquelles plusieurs points de raccordement logiques de l'IRT tels que la Lexington Avenue Line) ainsi que deux lignes dans le Queens). L'IRT fut ainsi contrainte de se résoudre à l'entrée de la BRT à Midtown Manhattan.

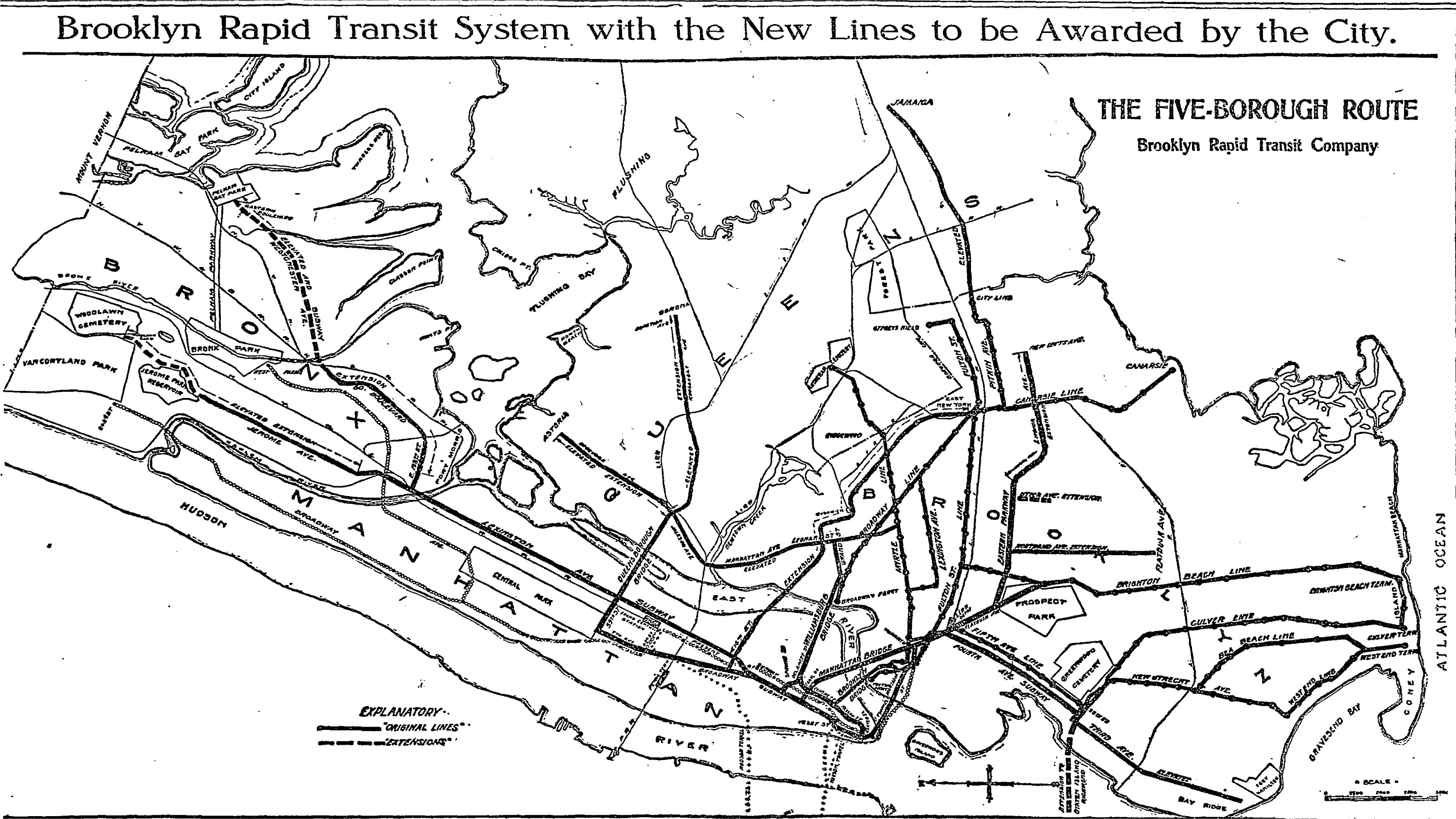
Plan de 1911, octroyant tous les contrats à la BRT

Le développement des lignes proposées dans l'arrondissement de Queens fut imposé conjointement aux deux entreprises. Ainsi, plutôt de laisser le monopole de la desserte de l'arrondissement à une seule des deux compagnies, la ville assigna la construction de deux lignes proposées (une ligne courte qui devait desservir Astoria et une autre plus longue qui devait initialement aller à Corona puis finalement jusqu'à Flushing) ainsi que leur gestion sous la forme d'une « exploitation commune » (joint service). Les deux lignes devaient partir d'une énorme station baptisée Queensborough Plaza. L'IRT pourrait accéder à cette ligne via le Steinway Tunnel, construit en 1907 et une extension du Second Avenue Elevated depuis Manhattan via le Queensboro Bridge. La BRT utiliserait quant à elle un nouveau tunnel (le futur 60th Street Tunnel) pour faire circuler ses trains depuis Manhattan. D'un point de vue technique, la ligne était la propriété de l'IRT, mais un droit de passage à perpétuité fut octroyé à la BRT/BMT.
Cependant, le fait que les deux lignes soient construites selon les standards de l'IRT impliquait un désavantage important pour la BRT, étant donné que les métros de la BRT étaient (et demeurent) plus larges que ceux de l'IRT (d'où la coexistence d'une Division A et d'une Division B sur le réseau actuel). Ainsi, les passagers des métros de l'IRT n'avaient pas besoin de changer de train pour se rendre à Manhattan, alors que ceux de la BRT devaient faire un transfert à Queensboro Plaza. Cela posa particulièrement problème lors de la Foire internationale de New York 1939-1940 pour laquelle l'IRT proposait des trains express directs en provenance de Manhattan, alors que la BRT était dans l'incapacité technique de le faire. Cet avantage comparatif perdura jusqu'en 1949, date à laquelle les parcours des dessertes furent modifiés pour permettre à tous les trains de la BMT de circuler sur la BMT Astoria Line, tandis que tous les trains de l'IRT furent transférés sur l'IRT Flushing Line. L'idée initiale était de permettre aux deux types de train de circuler conjointement sur les deux lignes dans le Queens, en allongeant les quais et en séparant les tourniquets et les zones d'embarquement mais cela se révéla impossible à mettre en place d'un point de vue opérationnel. L'ouverture du 60th Street Tunnel Connection en 1955 permit de résoudre définitivement le problème de compatibilité.
Dans le cadre des Dual Contracts, plusieurs clauses furent imposées aux deux compagnies, ce qui les conduisit finalement à leur perte lorsque la ville consolida les trois réseaux (IRT, BMT et IND en 1940):
- Le coût d'un voyage était limité à 5 cents, ce qui causa d'importantes difficultés financières pour les deux entreprises privées du fait de l'inflation que causa la Première Guerre mondiale[1],[4]
- La ville disposait d'un droit de saisie de n'importe quelle ligne qu'elle avait construite, et du droit de les opérer elle-même[4]
- La ville bénéficierait d'une partie des recettes issues des lignes[4].

## Lignes de l'IRT
Dans le cadre des Dual contracts, les lignes suivantes furent construites pour le compte de l'IRT:
- Astoria Line et Flushing Line
- Broadway – Seventh Avenue Line au sud de Times Square – 42nd Street
- Lexington Avenue Line au nord de Grand Central – 42nd Street
- Jerome Avenue Line
- Ninth Avenue Line entre 155th Street et la Jerome Avenue Line (aujourd'hui détruite)
- Pelham Line
- White Plains Road Line au nord de 177th Street
- Eastern Parkway Line au-delà de Atlantic Avenue
- Nostrand Avenue Line
- New Lots Line

La ligne suivante fut également reconstruite avec des voies supplémentaires:
- Ninth Avenue Line entre 125th Street et 155th Street (une nouvelle voie) (aujourd'hui détruite)

## Lignes de la BRT/BMT

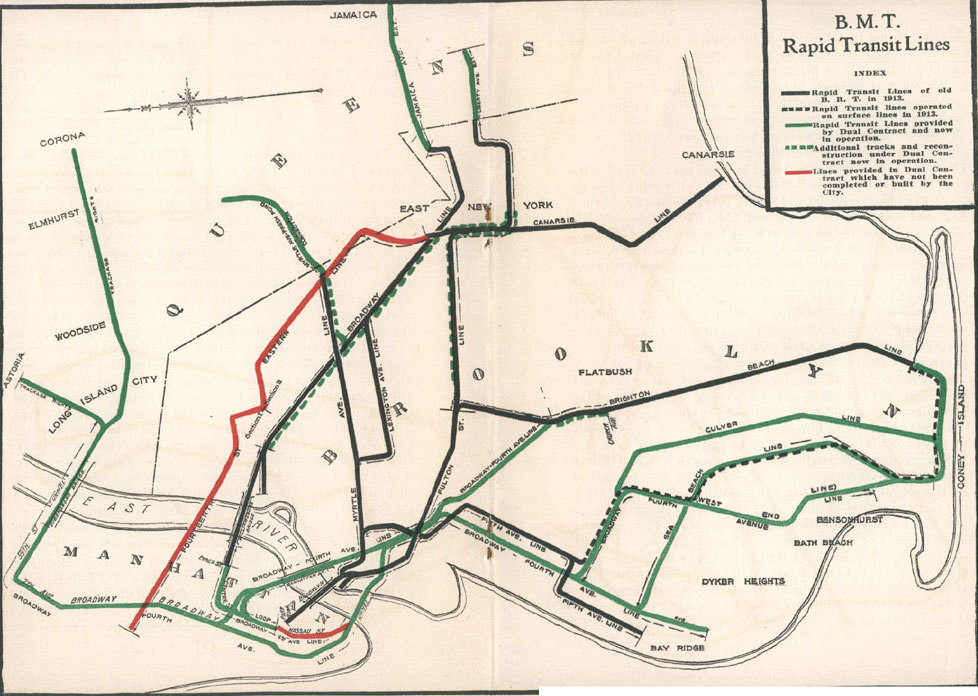
Carte de 1924 montrant les lignes de la BMT construites dans le cadre des Dual Contracts.

Toutes les lignes de la BMT dans Manhattan et dans le Queens furent construites dans le cadre des Dual Contracts. de même que toutes les lignes souterraines et certaines lignes aériennes de Brooklyn.

### Construction de nouvelles lignes
- 14th Street Eastern Line à l'ouest de la Broadway Junction
- Astoria Line et Flushing Line à l'est de Queensboro Plaza (octroi de droits de passage sur les voies de l'IRT)
- Broadway Line
- Brighton Beach Line entre DeKalb Avenue et Prospect Park
- Fourth Avenue Line
- Fulton Street Line à l'est de Grant Avenue
- Jamaica Line à l'est de Cypress Hills
- Voies et aménagements sur le Manhattan Bridge
- Nassau Street Line entre Chambers Street et un accès au Montague Street Tunnel vers Brooklyn.

### Construction d'infrastructures aériennes ou souterraines pour remplacer les voies au sol
- Brighton Beach Line entre Neptune Avenue (au sud de la station Sheepshead Bay) et Coney Island – Stillwell Avenue. Infrastructures aériennes à quatre voies.
- Culver Line entre Ninth Avenue et West Eighth Street (fusion avec la Brighton Beach Line). Infrastructures aériennes à trois voies.
- Myrtle Avenue Line à l'est de Myrtle–Wyckoff Avenues. Infrastructures aériennes à deux voies.
- Sea Beach Line à partir du Fourth Avenue Subway jusqu'à 86th Street. Quatre voies à ciel ouvert.
- West End Line entre Ninth Avenue et Bay 50th Street. Infrastructures aériennes à trois voies.

### Expansion et réhabilitation de droits de passage existants
- Brighton Beach Line entre Prospect Park et Church Avenue. Elargissement de la section à ciel ouvert existante et passage de deux à quatre voies.
- Jamaica Line entre Marcy Avenue et la Broadway Junction. Passage de la ligne aérienne de deux à trois voies.
- Myrtle Avenue Line entre Myrtle Avenue et Myrtle–Wyckoff Avenues, avec ajout d'une jonction avec la Jamaica Line. Passage de deux à trois voies sur les infrastructures aériennes.
- Fulton Street Line entre Nostrand Avenue jusqu'à l'est de la séparation d'avec la Canarsie Line au niveau de Pitkin Avenue. Section aérienne à deux voies élargie à quatre voies, et ajout d'un saut-de-mouton comprenant six voies pour remplacer les deux voies qui existaient auparavant, entre l'ancienne Manhattan Junction dans East New York et Pitkin Avenue. Cette section octroya à la Canarsie Line deux voies propres.